# День тестировщика

Фото «первой ошибки в компьютере»

День тестиро́вщика — профессиональный день тестировщиков, отмечаемый 9 сентября.

## История
По легенде, 9 сентября 1947 года учёные Гарвардского университета, тестировавшие вычислительную машину Mark II Aiken Relay Calculator, нашли мотылька, застрявшего между контактами электромеханического реле, и Грейс Хоппер произнесла слово «bug» (с англ. — «жук»), ставшее позднее термином, обозначающим компьютерную ошибку. Извлечённое насекомое было вклеено в технический дневник с сопроводительной надписью: «First actual case of bug being found» (с англ. — «первый случай в практике, когда был обнаружен жучок»). Этот забавный факт положил начало использованию слова «баг» в значении «ошибка». В итоге процесс выявления и устранения причин сбоя в работе компьютера получил название debugging (дебаггинг, «отладка», дословно: избавление от жуков). А само название профессии возникло от английского слова test, то есть испытание.